# Culicoides dasyophus
Culicoides dasyophus är en tvåvingeart som beskrevs av John William Scott Macfie 1940. Culicoides dasyophus ingår i släktet Culicoides och familjen svidknott. Inga underarter finns listade i Catalogue of Life.